# Pteris actinophylla
Pteris actinophylla là một loài dương xỉ trong họ Pteridaceae. Loài này được Kunze in Mart. ex Baker mô tả khoa học đầu tiên..
Danh pháp khoa học của loài này chưa được làm sáng tỏ. 